# Zöld osztag
A Zöld osztag (angol cím: The Green Squad, francia cím: Les Sauvenature) 2010-től 2011-ig futott francia televíziós 2D-s számítógépes animációs sorozat, amelynek rendezői Heath Kenny és Christophe Pittet. A írói Stéphane Melchior-Durand, Eric Rondeaux, Thierry Gaudin és Catherine Leroux, a zeneszerzője Mehdi Elmorabit és Marc Tomasi. A tévéfilmsorozat a Gaumont és az Alphanim gyártásában készült. Műfaját tekintve filmvígjáték-sorozat, akciófilm-sorozat, kalandfilmsorozat és ismeretterjesztő filmsorozat. Franciaországban a France 5 vetítette, Magyarországon a Minimax sugározta.

## Ismertető
A főszereplő három testvér, akinek nyomon követhetjük az életét. Megpróbálják a föld természeti kincseit megvédeni. Ez a csapat bátor. Megmentésen dolgoznak a veszélyeztetett fajok érdekében. Keresztül Borneó legmélyebb dzsungelein és egészen a Grand Canyon-ig (Grand Kanyonig). Ez a három tinédzser át él rengeteg sok akciódús és izgalmas kalandot.

## Szereplők
| Szereplő      | Eredeti hang          | Magyar hang   | Megjegyzés                                                   |
| ------------- | --------------------- | ------------- | ------------------------------------------------------------ |
| Claire Savage | Dawn-Marie Hildebrand | Lamboni Anna  | Az egyetlen lány a három tag közül, összetart két fivérével. |
| Julian Savage | Nolan Balzer          | Baráth István | ?                                                            |
| Thomas Savage | Jakob Sanderson       | Stern Dániel  | ?                                                            |
| Wifi          | -                     | -             | Egy vörös bundás menyét, aki a Zöld osztag házi kedvence.    |
| Mr. Savage    | Ian Mikita            | ?             | Claire, Julian és Thomas édesapja.                           |
| Mrs. Savage   | Caitlyn Cassel        | ?             | Claire, Julian és Thomas édesanyja.                          |
| felolvasó     | felolvasó             | ?             | ?                                                            |

- További szereplők: ?

## Epizódok
1. A légcsónak (The Treetop Raft)
2. A tobozos-csempészek (The Pangolin Smugglers)
3. A Kaszpi-tengeri küldetés (Caspian Sea Mission)
4. Az orang rimbák kincse (The Orang Rimbas' Treasure)
5. Iguana park (Iguana Park)
6. Bonobó veszélyhelyzet (SOS Bonobos)
7. Az ausztrál bozóttűz (Fire in the Australian Bush)
8. Vizet mindenkinek! (Water for Everyone!)
9. Éljen soká minden pillangó! (Long Live the Butterflies!)
10. Veszélyben a pandák (Pandas in Danger)
11. A Sengik erdeje (The Sengi Forest)
12. Nem félünk a farkastól (Beware of Wolves)
13. Vifi szerelme (Ferret Fancy)
14. Kolibri Hotel (Hummingbird Hotel)
15. A nagy zöld fal (The Great Green Wall)
16. A kondor tolvaj (Theft of the Condor)
17. A csikóhalak ügye (Seahorse Aid)
18. A repülő kutyák bosszúja (Revenge of the Flying Foxes)
19. A korallzátony (Reef Rash)
20. A cirkusz királya (King of the Circus)
21. Borneo-i kitérő (Stopover in Borneo)
22. A pelikánok vándorlása (The Flight of the Pelicans)
23. A kaméleon razzia (Chameleon Raid)
24. Az utolsó szirének (The Last of the Sirens)
25. Alaszka olaja (Oil in Alaska)
26. A teknős vagy a tojás (The Turtle or the Egg)
27. Szabadítsuk ki Delfit (The Caged Dolphins)
28. Az orrszarvú menyasszonya (The Rhinoceros Bride)
29. Krokodil könnyek (Crocodile Tears)
30. A vihar ereje! (Wind Power!)
31. A kenguruk földjén! (Spring Into Action!)
32. A madagaszkári tűz (Fire in Madagascar)
33. Jegesmedve vészhelyzet (Polar Bear Emergency)
34. A bálnák éneke (The Whale's Song)
35. A bátor pingvinek (The Courage of Penguins)
36. A halászmacskák éjszakája (The Night of the Fishing Cat)
37. Az aranymajmok (The Golden Monkeys)
38. A mélytengeri szörny (Deep Sea Monster)
39. A halászópingvinek (The Fishing Dolphins)
40. Veszélyben a cápák! (Sharks in Danger!)
41. Veszélyben a vidrák (A Threat to Otters)
42. A tigris dühe (Fury of the Tiger)
43. Az elefántok megmentése (Saving the Elephants)
44. Pánik az Aral-tavon (Panic on the Aral Sea)
45. Vadászat az anakondára (Hunt for the Anaconda)
46. Csempészet az interneten (Trafficking on the Net)
47. Az erdei békák (Jungle Toads)
48. A teknősök titka (The Great Golden Turtle)
49. A magas föld hőse (?)
50. Segítség bálnák! (Sperm Whale Rescue)
51. A propeller veszélyei (?)
52. Orvvadászok a parkban (Park Poachers)